# Лі Кайфу
Лі Кайфу (англ. Kai-Fu Lee, кит. трад. 李開復, спр. 李开复, піньїнь: Lǐ Kāifù) — тайванський підприємець у галузі розробок програмного забезпечення та штучного інтелекту, який займав вищі керівні пости в китайських відділеннях найбільших американських фірм та вів широкомасштабні інвестиційні проекти в Китаї.
Проживаючи у США, розробив першу систему безперервного розпізнавання мови, яка послужила дисертацією в Університеті Карнегі — Меллона. Надалі він працював на директорських посадах в Apple, SGI, Microsoft та Google.
У 2005 Лі Кайфу став предметом судового розгляду між Microsoft і Google через те, що йдучи в Google він порушував договір про річну заборону на діяльність у конкуруючих фірмах, через що отримав часткову заборону на деякі сфери діяльності.
Його діяльність у Китаї відіграла ключову роль у розвитку китайського інтернет-сектору. З 1998 по 2000 роки він обіймав посаду директора дослідницького відділу Microsoft Research Asia, а з липня 2005 по вересень 2009 був президентом Google China. Він створив популярну навчальну сторінку «Восюеван» (кит. спр. 我学网, піньїнь: Wǒxuéwǎng) (перекладається як «Я вивчаю Інтернет»), за якою навчалися безліч молодих китайців, і поширив у мережі «10 листів для китайських студентів». Лі Кайфу — один із найпопулярніших у Китаї мікроблогерів, у мережі Sina Weibo у нього понад п'ятдесят мільйонів послідовників.
Припинивши роботу в Google, він залишився в Пекіні та створив інвестиційні фонди, що сприяють розвитку китайської IT-індустрії та штучного інтелекту.
У 2018 році він випустив книгу «AI Superpowers: China, Silicon Valley, and the New World Order» (Штучний інтелект і суперкомп'ютери — Китай, Кремнієва Долина та новий світовий порядок), у цій книзі він описав, як Китай рухається у бік глобального світового лідерства у сфері штучного інтелекту. У його примітному інтерв'ю 28 вересня 2018 для програми PBS Amanpour він підкреслив, що при всій своїй потужності штучний інтелект ніколи не замінить творчу діяльність та емпатію.

## Походження
Лі Кайфу народився у повіті Тайбей на Тайвані. Його батько Лі Тяньмінь був істориком та політичним діячем у китайській провінції Сичуань.
В автобіографії «Making a World of Difference» англійською та китайською мовами, опублікованій у 2011 році, Лі Кайфу докладно розповідає про себе.

## Кар'єра

### Освіта
У 1973 Лі Кайфу разом із сім'єю емігрував до Сполучених Штатів Америки, де закінчив школу в Ок-Рідж, Теннессі. У 1983 році він з відзнакою закінчив Колумбійський університет, отримавши ступінь бакалавра з інформатики. Докторський ступінь (Ph.D.) з інформатики він захистив в Університеті Карнегі — Меллона у 1988 році.

### Академічні дослідження
В Університеті Карнегі — Меллона Лі Кайфу працював за темами машинне навчання та розпізнавання образів. У 1986 Лі Кайфу і Санджой Махаджан створили програму BILL для гри в настольну гру Отелло, використовуючи байєсове навчання. Вона досягла вже достатньої сили і стала чемпіоном 1989 року серед комп'ютерних програм. У 1988 Лі Кайфу завершив роботу над докторською дисертацією, створивши систему розпізнавання мови Sphinx. Це була перша система, з великим набором слів, що розпізнаються незалежно від того, хто говорить.
Лі Кайфу написав дві книги на тему розпізнавання мови, а також понад 60 статей з інформатики. Його докторська дисертація була опублікована 1988 року і називалася Automatic Speech Recognition: The Development of the Sphinx Recognition System (Автоматичне розпізнавання мови — система Sphinx) (ISBN 0898382963). Разом з Алексом Вайблем, також дослідником з Університету Карнегі — Меллона, він видав Readings in Speech Recognition (1990, ISBN 1-55860-124-4).

### Apple,Silicon GraphicsтаMicrosoft
Після двох років роботи в Університеті Карнегі — Меллона Лі Кайфу отримав посаду головного наукового співробітника в Apple, де в період 1990—1996 він очолював науково-дослідні розробки для Apple Bandai Pippin, а також для PlainTalk, Casper (голосовий) інтерфейс), GalaTea (перетворення тексту на мову) для комп'ютерів Mac.
У 1996 році Лі Кайфу перейшов у Silicon Graphics, де пропрацював рік на посаді віце-президента з розробника мережевих продуктів, і ще один рік як голова відділу мультимедіа Cosmo Software.
У 1998 Лі Кайфу перейшов в Microsoft і перемістився в Пекін, де він зіграв ключову роль для розвитку Microsoft Research (MSR). MSR China потім стала відома як Microsoft Research Asia, і здобула репутацію однієї з найпотужніших дослідницьких організацій з інформатики у світі. В 2000 Лі Кайфу повернувся в США, отримавши посаду корпоративного віце-президента відділу інтерактивних сервісів Microsoft, де і пропрацював до 2005 року.

### Перехід зMicrosoftдоGoogle
У липні 2005 Лі Кайфу пішов з Microsoft, щоб отримати позицію в Google. При цьому йому призначили компенсацію в 10 мільйонів доларів США, включаючи бонус у 2,5 мільйона доларів при підписанні контракту та ще 1,5 мільйона через рік роботи, що було безпрецедентним для Google.
19 липня 2005 року Microsoft подав до суду на Лі Кайфу та Google, звинувачуючи у порушенні домовленості про відхід до конкурентів, побоюючись розголошення комерційної таємниці.
28 липня 2005 року Вашингтонський суд запровадив Лі Кайфу тимчасове обмеження на роботу над проектами, які можуть скласти конкуренцію Microsoft., У тому числі для розробок технологій з мережевого пошуку та розпізнавання мови.
Працюючи в Google China, Лі Кайфу займався зміцненням корпорації на ринку і створенням умов для її зростання в Китаї. Він очолював проект зі створення регіональної сторінки Google.cn, посиленням команд інженерів і дослідників у країні.
4 вересня 2009 Лі Кайфу оголосив про звільнення з Google. Він сказав: "Коли у компанії керує сильна команда, для мене тепер саме час відкрити нову сторінку в моїй біографії. " Алан Юстас, старший віце-президент Google, оцінив його як «такого, що забезпечив серйозне поліпшення наших сервісів у Китаї, тим самим дозволивши впровадити інновації в китайські мережі для блага користувачів та підприємців».. Через кілька місяців після відходу Лі Кайфу Google оголосив, що завершує підтримку інтернет-цензури в Китаї і переміщає свої сервіси в Гонконг.

### Sinovation Ventures
7 вересня 2009 Лі Кайфу оголосив про наявність 115 мільйонів доларів венчурного капіталу для інноваційного фонду. Спочатку фонд був названий «Innovation Works», а трохи пізніше перейменований в Sinovation Ventures. Фонд поставив завдання відкрити за рік п'ять високотехнологічних стартапів для бізнесу в Інтернеті, мобільному Інтернеті та хмарних сервісів. Фонд залучив кілька великих інвесторів, у тому числі Steve Chen, співзасновника YouTube ; Foxconn, виробника електроніки; Legend Holdings — фірму-батька Lenovo з виробництва комп'ютерів; та WI Harper Group.
У вересні 2010 Лі Кайфу сформулював два проекти з виробництва операційної системи Google Android для китайських користувачів: Tapas, призначений для смартфонів, і Wandoujia (SnapPea), менеджер для мобільних телефонів з Android для десктопу.
У грудні 2012 року фірма Innovation Works оголосила, що вона освоїла другий фонд 275 мільйонів доларів.
У вересні 2016 року було оголошено про зміну назви компанії на Sinovation Ventures, що освоює 675 мільйонів доларів капіталу. Загальний розмір фонду перевищив мільярд доларів. У квітні 2018 року Sinovation Ventures оголосила про створення Четвертого фонду в 500 мільйонів доларів. Загальний обсяг фондів до цього моменту вже сягнув двох мільярдів, і інвестував понад 300 проектів, переважно в Китаї.

## Місця роботи
- Віце-президент, Google ; Президент, Google Greater China, липень 2005 — вересень 2009
- Корпоративний віце-президент, Natural Interactive Services Division (NISD), Microsoft Corp. 2000 — липень 2005[31]
- Засновник та керуючий директор, Microsoft Research Asia, China, 1998—2000
- Президент, Cosmo Software, Multimedia software, business unit of Silicon Graphics Inc. (SGI), 1999—2000
- Віце-президент & Генеральний директор, Web Products, Silicon Graphics Inc. (SGI), 1998—1999
- Віце-президент, Interactive Media Group, Apple Computer, 1997—1998
- Директор, Interactive Media, Advanced Technology Group, Apple Computer, 1994—1997
- Менеджер, Speech & Language Technologies Group, Apple Computer, 1991—1994
- Головний науковий співробітник із розпізнавання мови, Apple Computer, 1990—1991
- Асистент-професор, Університет Карнегі — Меллон, липень 1990
- Дослідник з інформатики, Університет Карнегі — Меллон, 1988—1990[32]

## Освіта
- Ph.D. з інформатики, Університет Карнегі — Меллон, 1988.
- Бакалавр наук з інформатики, Колумбійський університет, 1983.

## Визнання
- Chairman World Economic Forum's Global AI Council
- Asia House Asian Business Leader 2018[33]
- Fellow, IEEE (inducted 2002)
- Member, Committee of 100
- Time 100, 2013[34]

## Публікації
- Kai-Fu Lee. AI Superpowers: China, Silicon Valley, and the New World Order. — Boston, Mass : Houghton Mifflin[en], 2018. — ISBN 9781328546395.[7][8]
  - Кай-Фу Ли Сверхдержавы искусственного интеллекта. Китай, Кремниевая долина и новый мировой порядок. — М.: Манн, Иванов и Фербер, 2019. — 350 с. ISBN 978-5-00-146163-0
- Be Your Personal Best (《做最好的自己》，published in Sept. 2005 by People's Publishing House).
- Making A World of Difference — Kai-Fu Lee Biography (《世界因你而不同》，published in Sept. 2009 by China CITIC Press).
- Seeing Life Through Death (《向死而生》，published in Jul. 2015 by China CITIC Press).
- A Walk Into The Future (《与未来同行》，published in Oct. 2006 by People's Publishing House).
- To Student With Love (《一往情深》，published in Oct. 2007 by People's Publishing House).
- Weibo Changing Everything (《微博改变一切》，published in Feb. 2011 by Beijing Xiron Books Co., Ltd).
- Artificial Intelligence (《人工智能》，published in May 2017 by Beijing Xiron Books Co., Ltd).